# جامعه سوسیالیست‌های نهضت ملی ایران
جامعه سوسیالیست‌های نهضت ملی ایران در سال ۱۳۳۹ توسط خلیل ملکی تأسیس شد. بعد از کودتای ۲۸ مرداد ۱۳۳۲ علیه محمد مصدق خلیل ملکی همچون بیشتر رهبران و فعالان هوادار مصدق دستگیر شد و مدتی در خرم‌آباد دربند بود. اما بعد از آزادی از زندان در سال ۱۳۳۹ جامعهٔ مزبور را تأسیس کرد. فعالیتهای این جامعه در سال ۱۳۴۸ توسط حکومت محمدرضا شاه محدود شد اما بعد از وقوع انقلاب اسلامی در سال ۱۳۵۷ بار دیگر این جامعه که رهبر آن رضا شایان نام داشت فعال شده و به جبههٔ ملی چهارم پیوستند.
این سازمان پس از تشکیل به انترناسیونال سوسیالیست پیوست.
یک بار دیگر نیز در پایان سال ۱۳۵۷ اعضای این جامعه از جبههٔ ملی خارج شده و به جبههٔ دموکراتیک ملی ایران که رهبر آن هدایت‌الله متین دفتری بود پیوستند.